# Жуль Валлес
Жуль Валлес (фр. Jules Vallès; 11 червня 1832, Ле-Пюі-ан-Веле (департамент Верхня Луара) — 14 лютого 1885, Париж) — французький письменник та політичний діяч.

## Біографія
Його батьки походили із селян. Батько був вчителем.
Грудневий заколот 1851 року застав його в Парижі. В перші роки Другої Імперії вів напівголодне життя. Спогади тієї пори письменник відобразив в своїх перших творах: «L'argent» («Гроші», 1857), «Le dimanche d'un jeune homme pauvre» («Неділя бідної молодої людини», 1860). Наступними творами були «Les réfractaires» («Відщепенці», 1865). У 1866 році вийшов роман «La rue» («Вулиця»).
У кінці 1860 років став відомим журналістом, «кандидатом від жебраків» до Законодавчого корпусу (1869).
Революціонер, учасник комуни 1871 року, за що його засуджено до страти, проте йому вдалося уникнути арешту. У 1881 році повернувся за амністією до Франції, у 1871 та з 1883 року видавав революційну газету «Cri du peuple», у вигнанні написав автобіографічний роман «Jacques Vingtras».
Похований на цвинтарі Пер-Лашез.

## Твори
- - Les Enfants du Peuple / Jules Vallès, préf. par Julien Lemer.-Paris: La Lanterne, 1879.- XXXIX-244 p. ; 19,5 cm.
  - Les Blouses (1881)
  - Souvenirs d'un étudiant pauvre, éd. du Lérot, 1993
  - Un Gentilhomme, feuilleton-roman de 1869, préface de Roger Bellet, éd. Petite Bibliothèque Ombres, 1996
  - Les Enfants du Peuple, éd. du Lérot, 1987
  - Trilogie autobiographique de Jacques Vingtras
    - L'Enfant 1879
    - Le Bachelier 1881
    - L'Insurg 1886

  - Le Testament d'un blagueur, Mille et une nuits, 2001.
  - Le Tableau de Paris, annotation et bibliographie de Maxime Jourdan, Berg International, 2007.
  - Dictionnaire d'argot et des principales locutions populaires, avant-propos de Maxime Jourdan, Berg International, 2007.